# Valentín Paniagua
Pour les articles homonymes, voir Paniagua.
Valentín Paniagua Corazao, né à Cuzco le 23 septembre 1936 et mort dans le district de Jesús María (Lima) le 16 octobre 2006, est un avocat et homme d'État péruvien. Il exerce la fonction de président de la République entre le 22 novembre 2000 et le 28 juillet 2001.

## Carrière politique
Militant du parti Acción Popular, il est élu député en 1963 quand Fernando Belaúnde Terry, le chef de la coalition formée avec la Démocratie chrétienne est élu président. Au sein du gouvernement, il occupe le poste de ministre de la Justice.
Pendant le gouvernement militaire du général Juan Velasco Alvarado, Paniagua se retire de la vie politique et se consacre à l’enseignement. Il est toujours considéré comme un opposant au régime militaire de Velasco et de son successeur le général Francisco Morales Bermúdez.
En 1980, il redevient député pour 5 ans, et est élu en 1982 Président de la Chambre des députés. En 1984, dans les derniers mois du second mandat présidentiel de Belaúnde, il est nommé ministre de l’Éducation. Quand Alan García Pérez accède à la présidence du Pérou, Paniagua se retire de nouveau de la vie politique pour se consacrer à l’enseignement.
En 1990, son parti soutient l’écrivain Mario Vargas Llosa et prend part au FREDEMO. Il est fermement opposé à l’« autogolpe » de Alberto Fujimori en 1992.

## Gouvernement de transition
En 2000, Paniagua est élu congressiste et en octobre de la même année est élu président du Congrès. En novembre 2000, le président Fujimori démissionne alors qu’il se trouve au Japon, de même que ses deux vice-présidents à Lima. Il devient alors président de la République, conformément à la Constitution.
Pendant son mandat présidentiel, il choisit l’ex-secrétaire général des Nations unies, Javier Pérez de Cuéllar, comme président du Conseil et ministre des Relations extérieures.
Le principal objectif de son mandat est d’organiser les élections de 2001, remportées par Alejandro Toledo Manrique du parti Pérou possible.

## Secrétaire général d'Action populaire
En 2001, Paniagua succède à la tête de son parti au fondateur Fernando Belaúnde Terry.
Au nom de ce parti, il se présente comme candidat à la présidence de la République aux élections générales de 2006 à la tête de la coalition de partis politiques Frente de Centro. Il est arrivé au 5e rang avec environ 5 % des voix.
Le 21 août 2006, il entre à la clinique San Felipe du district liménien de Jesús María pour une péricardite infectieuse. Il meurt deux mois plus tard d'une complication pulmonaire et est inhumé à Lima dans un cimetière de La Molina.